# Jungermannia baueriana
Jungermannia baueriana là một loài rêu tản trong họ Jungermanniaceae. Loài này được (Schiffner) Arnell miêu tả khoa học lần đầu tiên năm 1906.